# Veradale
Veradale és una concentració de població designada pel cens dels Estats Units a l'estat de Washington. Segons el cens del 2000 tenia 9.387 habitants.

## Demografia
Segons el cens del 2000, Veradale tenia 9.387 habitants, 3.317 habitatges, i 2.540 famílies. La densitat de població era de 1.172,9 habitants per km².
Dels 3.317 habitatges en un 39,8% hi vivien nens de menys de 18 anys, en un 62,9% hi vivien parelles casades, en un 10% dones solteres, i en un 23,4% no eren unitats familiars. En el 19% dels habitatges hi vivien persones soles el 7,1% de les quals corresponia a persones de 65 anys o més que vivien soles. El nombre mitjà de persones vivint en cada habitatge era de 2,78 i el nombre mitjà de persones que vivien en cada família era de 3,16.
Per edats la població es repartia de la següent manera: un 29,3% tenia menys de 18 anys, un 7,1% entre 18 i 24, un 28,2% entre 25 i 44, un 22,6% de 45 a 60 i un 12,8% 65 anys o més.
L'edat mediana era de 37 anys. Per cada 100 dones de 18 o més anys hi havia 90,5 homes.
La renda mediana per habitatge era de 46.676 $ i la renda mediana per família de 50.000 $. Els homes tenien una renda mediana de 35.259 $ mentre que les dones 25.417 $. La renda per capita de la població era de 19.342 $. Aproximadament el 2,9% de les famílies i el 4,1% de la població estaven per davall del llindar de pobresa.

## Poblacions més properes
El següent diagrama mostra les poblacions més properes.